# Scambicornus finmarchicus
Scambicornus finmarchicus är en kräftdjursart som först beskrevs av T. Scott 1903.  Scambicornus finmarchicus ingår i släktet Scambicornus, och familjen Sabelliphilidae. Arten har ej påträffats i Sverige.